# Liste des maires de Versailles
Cet article dresse la liste des maires de Versailles de 1789 à aujourd'hui.

## Liste des maires
| Période | Période | Identité                                                                       | Étiquette               | Qualité                                           |
| ------- | ------- | ------------------------------------------------------------------------------ | ----------------------- | ------------------------------------------------- |
| 1787    | 1790    | Marc-Antoine Thierry de Ville-d'Avray                                          |                         | Premier valet de chambre du roi                   |
| 1790    | 1791    | Jean François Coste                                                            |                         | Médecin-chef du corps expéditionnaire             |
| 1791    | 1792    | Hyacinthe Richaud                                                              |                         |                                                   |
| 1792    | 1793    | Jean-Jacques Huvé                                                              |                         | Architecte                                        |
| 1793    | 1794    | Pierre-Charles Gravois                                                         |                         |                                                   |
| 1794    | 1794    | Thomas-Guillaume Pétigny                                                       |                         | Négociant                                         |
| 1795    | 1795    | Balthazard Maturin Vallier                                                     |                         |                                                   |
| 1796    | 1796    | Pierre-Étienne Deraime                                                         |                         |                                                   |
| 1797    | 1797    | Crouvisier                                                                     |                         |                                                   |
| 1797    | 1801    | Pierre-Étienne Deraime                                                         |                         |                                                   |
| 1801    | 1813    | Thomas-Guillaume Pétigny                                                       |                         | Négociant                                         |
| 1813    | 1813    | Jacques-Nicolas Gravelle de Fontaine                                           |                         | Avocat                                            |
| 1813    | 1816    | le chevalier Blaise de Jouvencel                                               | libéral constitutionnel | Receveur des domaines, député                     |
| 1816    | 1830    | Louis Le Cordier de Bigars, marquis de La Londe Louis Le Cordier de Bigars (d) |                         | Gentilhomme                                       |
| 1830    | 1830    | Hippolyte Romé, baron de Fresquienne                                           |                         |                                                   |
| 1830    | 1831    | Charles-Georges-Louis Clausse                                                  |                         | Notaire                                           |
| 1831    | 1837    | Louis Haussmann                                                                |                         | Banquier                                          |
| 1837    | 1848    | Ovide de Rémilly                                                               |                         | Avocat                                            |
| 1848    | 1848    | Jean-François Lambinet                                                         |                         | Commerçant                                        |
| 1848    | 1849    | Jean, dit Jean-Baptiste, Ramin                                                 |                         |                                                   |
| 1849    | 1852    | André Jean Vauchelle (d)                                                       |                         | Intendant militaire, ancien ministre de la Guerre |
| 1852    | 1861    | Ovide de Rémilly                                                               |                         | Avocat                                            |
| 1861    | 1863    | Jean François Claude Barthe                                                    |                         | Commerçant                                        |
| 1863    | 1870    | Edmé-Pierre Ploix (d)                                                          |                         | Avocat                                            |

### Sous la Troisième République
| No | Portrait | Nom                                     | Période | Période | Appartenance politique | Notes                                            |
| -- | -------- | --------------------------------------- | ------- | ------- | ---------------------- | ------------------------------------------------ |
| 22 |          | Charles-Victor Chevrey-Rameau           | 1870    | 1874    |                        |                                                  |
| 23 |          | Laurent-Eugène Rémond                   | 1874    | 1875    |                        |                                                  |
| 24 |          | Charles-Joseph-Gustave Barué Parrault   | 1875    | 1877    |                        |                                                  |
| 25 |          | Charles-Victor Chevrey-Rameau           | 1877    | 1879    |                        |                                                  |
| 26 |          | Hippolyte Philémon Deroisin             | 1879    | 1888    |                        |                                                  |
| 27 |          | Édouard Lefebvre (d)                    | 1888    | 1892    |                        |                                                  |
| 27 | 1892     | Édouard Lefebvre (d)                    | 1896    |         |                        |                                                  |
| 27 | 1896     | Édouard Lefebvre (d)                    | 1900    |         |                        |                                                  |
| 27 | 1900     | Édouard Lefebvre (d)                    | 1904    |         |                        |                                                  |
| 28 |          | Louis-Henri Baillet Réviron (1851-1913) | 1904    | 1908    |                        |                                                  |
| 28 | 1908     | Louis-Henri Baillet Réviron (1851-1913) | 1912    |         |                        |                                                  |
| 28 | 1912     | Louis-Henri Baillet Réviron (1851-1913) | 1913    |         |                        |                                                  |
| 29 |          | Henri-Frédéric Simon (1861-1935)        | 1913    | 1919    |                        |                                                  |
| 30 |          | Henri Saint-Mleux                       | 1919    | 1925    |                        | Avocat                                           |
| 31 |          | Yves Le Coz (1847-1941)                 | 1925    | 1929    |                        | fonctionnaire dans l’administration des Finances |
| 31 | 1929     | Yves Le Coz (1847-1941)                 | 1935    |         |                        |                                                  |
| 32 |          | Gaston Henry-Haye (1890-1983)           | 1935    | 1940    |                        |                                                  |

### Seconde Guerre mondiale
| No | Portrait | Nom                           | Période | Période | Appartenance politique | Notes |
| -- | -------- | ----------------------------- | ------- | ------- | ---------------------- | ----- |
| 32 |          | Gaston Henry-Haye (1890-1983) | 1940    | 1944    |                        |       |

### GPRF
| No | Portrait | Nom                        | Période | Période | Appartenance politique | Notes |
| -- | -------- | -------------------------- | ------- | ------- | ---------------------- | --- |
| 33 |          | Émile Labeyrie (1877-1966) | 1944    | 1947    |                        | Émile Labeyrie est désigné maire provisoire de Versailles en 1944 par le comité local de la Libération alors qu'il est déjà maire d'Aire-sur-l'Adour,. Il sera confirmé à ce poste en mai 1945 lors des élections municipales, en étant élu sur une liste d'union républicaine avec le soutien du Parti communiste français. |

### Sous la Quatrième République
| No | Portrait | Nom                      | Période | Période | Appartenance politique           | Notes |
| -- | -------- | ------------------------ | ------- | ------- | -------------------------------- | ----- |
| 34 |          | André Mignot (1915-1977) | 1947    | 1953    | Rassemblement du peuple français |       |
| 34 | 1953     | André Mignot (1915-1977) | 1956    |         | Rassemblement du peuple français |       |
| 34 | 1956     | André Mignot (1915-1977) | 1959    |         | Rassemblement du peuple français |       |

### Sous la Cinquième République
| No | Portrait     | Nom                         | Période      | Période | Appartenance politique             | Notes |
| -- | ------------ | --------------------------- | ------------ | --- | ---------------------------------- | --- |
| 34 |              | André Mignot (1915-1977)    | 1959         | 1965 | Rassemblement du peuple français   | |
| 34 | 1965         | André Mignot (1915-1977)    | 1971         | | Rassemblement du peuple français   | |
| 34 | 1971         | André Mignot (1915-1977)    | 1977         | | Rassemblement du peuple français   | |
| 35 |              | André Damien (1930-2019)    | 1977         | 1983 | Union pour la démocratie française | |
| 35 | 1983         | André Damien (1930-2019)    | 1989         | | Union pour la démocratie française | |
| 35 | 1989         | André Damien (1930-2019)    | 1995         | | Union pour la démocratie française | |
| 36 |              | Étienne Pinte (1939)        | 1995         | 2001 | Union pour un mouvement populaire  | |
| 36 | 2001         | Étienne Pinte (1939)        | 2008         | | Union pour un mouvement populaire  | |
| 37 |              | François de Mazières (1960) | 21 mars 2008 | 28 mars 2014 | Divers droite                      | Arrivée en tête au premier tour (39 % contre 24 % à celle de l'équipe sortante, également de droite, de Bertrand Devys affaiblie par une campagne d'image), la liste de Mazières obtient au second tour 63,4 % des suffrages. Il est élu maire par le nouveau conseil municipal le 21 mars 2008. |
| 37 | 28 mars 2014 | François de Mazières (1960) | 27 mai 2020  | Lors des élections municipales de 2014, sa liste obtient au premier tour 55,03 % des suffrages ; il est réélu maire lors du conseil municipal du 28 mars 2014. | Divers droite                      | |
| 37 | 27 mai 2020  | François de Mazières (1960) | En cours     | Lors des élections municipales de 2020, sa liste obtient au premier tour 63,11 % des suffrages ; il est réélu maire lors du conseil municipal du 27 mai 2020.  | Divers droite                      | |